# Ministère des Affaires populaires
Cet article concerne un groupe de musique. Pour le ministère japonais, voir Ministère des Affaires populaires (Japon).
Pour les articles homonymes, voir MAP.
 (octobre 2021).
Le Ministère des affaires populaires est un groupe de hip-hop français, originaire de la métropole lilloise. Il est composé d'un DJ (Stanko Fat), de deux rappeurs ( HK et Saïdou, ce dernier également chanteur dans le groupe Sidi Wacho), d'un violoniste (Hacène Khelifa) et d'un accordéoniste (Jeoffrey Arnone).
Le groupe professe un rap éclectique, véritable reflet des musiques du Nord (accordéon, rap ouvrier, influence du raï, usage du ch'ti). Le groupe, qui publie l'album Debout là d'dans en 2006, se veut représentant d'un rap-musette. En alliant ainsi rap et accordéon, MAP est parfois comparé à Java, comparaison accrue à la suite de leurs concerts en commun ainsi qu'au groupe Zebda.

## Biographie
Concernant l'origine du nom du groupe, Dias explique : « Notre nom, c’est une petite provocation, vu que nos politiciens ne s’occupent pas de nos affaires mais des leurs, il fallait créer notre propre ministère. Et ça collait à notre musique qui est simple et très artisanale, finalement. Donc pourquoi pas populaire ? ». Le Groupe est originaire de Roubaix,
Le MAP signe en édition chez WTPL Music en 2003. Le premier album, Debout la d'dans !, est produit par le label Booster en 2005[pertinence contestée]. Le MAP est sélectionné dans la catégorie découverte au Printemps de Bourges 2006. En 2007, le Ministère des affaires populaires fait partie des 10 pré-sélectionnés[pertinence contestée] pour représenter la France à l'Eurovision, avec leur chanson Grain de sel.
Fin 2010, les deux chanteurs du groupe forment chacun des groupes différents : HK et Les Saltimbanks et Zone d'expression populaire. Saïdou (Dias) formera ensuite un nouveau groupe, Sidi Wacho. Un premier album, Libre, est sorti le 11 mars 2016 et un second album, Bordeliko, est sorti le 9 mars 2018. Ce n'est pas pour autant la fin du groupe mais une pause pour satisfaire les envies solos des membres a déclaré HK.[réf. nécessaire]

## Engagement politique
MAP semble assez proche des idées alter-mondialistes[réf. nécessaire]. Ainsi le nom de José Bové est cité dans deux des chansons du premier album (Donnez-nous et Elle est belle la France)[réf. nécessaire].
Le groupe organise des concerts de soutien aux Indigènes de la République, aux sans papiers, à l’occasion de la Fête de l’Humanité ou de concert en prison.
De plus, au meeting d'Olivier Besancenot à la Maison de la Mutualité, Paris, le 18 avril 2007, leur morceau Salutations révolutionnaires est diffusé. Il sera repris comme une sorte d'hymne de campagne par le candidat de la Ligue communiste révolutionnaire (LCR). Le 6 octobre 2007, MAP est un des trois groupes dans le concert dans le cadre d'une journée de débat-concert de la LCR à l'occasion du quarantième anniversaire de l'exécution de Che Guevara[pertinence contestée].